# Gullgård
Gullgård – miejscowość (småort) w Szwecji w gminie Ånge w regionie Västernorrland. Około 103 mieszkańców.